# Tratado de Unión

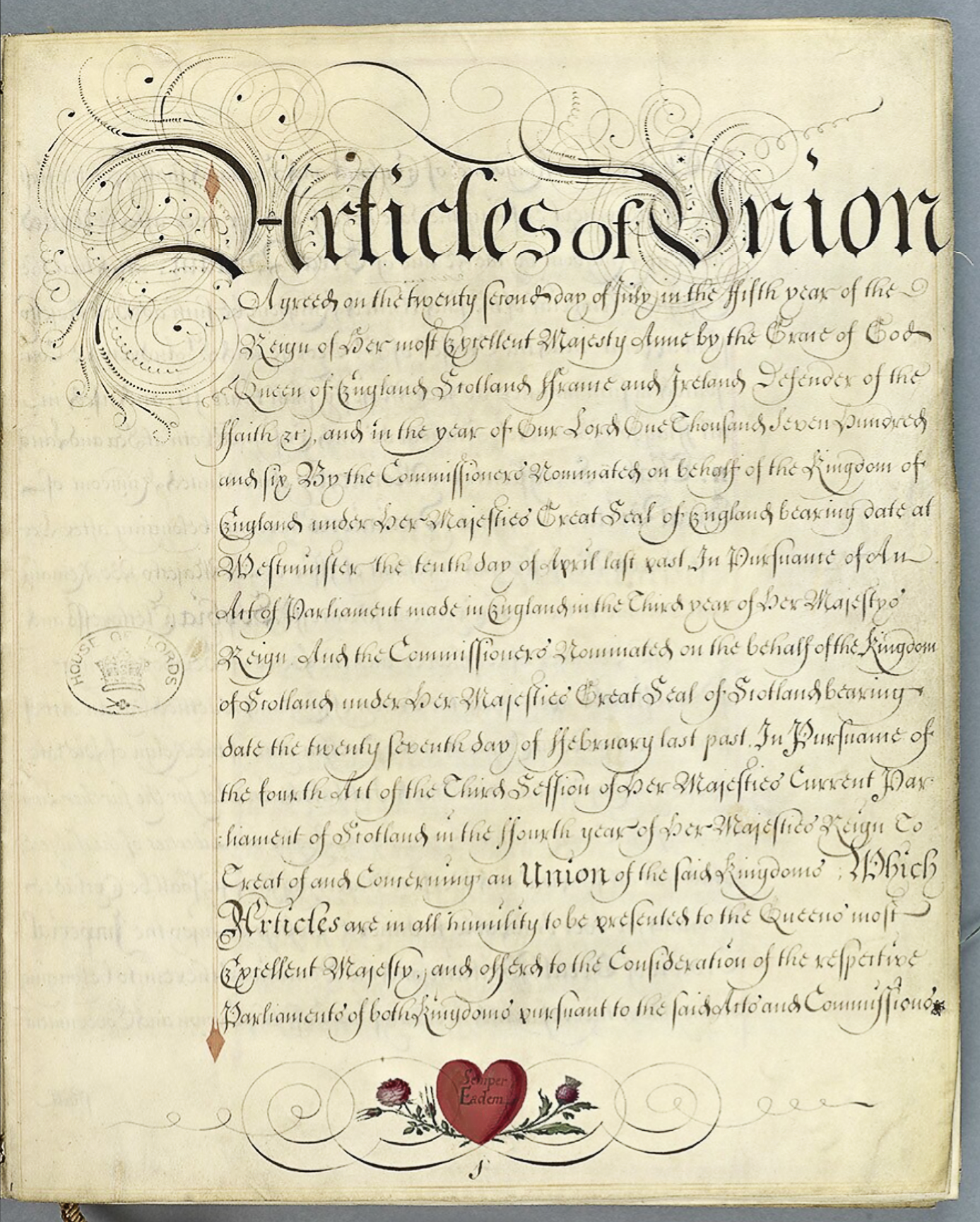
Artículos de Unión, 1707

El Tratado de Unión (en inglés: Treaty of Union) es el nombre que generalmente se le da ahora al acuerdo que condujo a la creación del nuevo estado de Gran Bretaña, que establece que Inglaterra (que ya incluía Gales) y Escocia debían ser "Unidos en un solo reino con el nombre de Gran Bretaña". En ese momento se le conocía más a menudo como los Artículos de Unión.
Los detalles del Tratado se acordaron el 22 de julio de 1706, y luego los parlamentos de Inglaterra y Escocia aprobaron Actas de Unión separadas para poner en vigor los Artículos acordados. La unión política entró en vigor el 1° de mayo de 1707.

## Antecedentes
Cuando la reina Isabel I de Inglaterra e Irlanda, última monarca de la dinastía Tudor murió sin descendencia el 24 de marzo de 1603, el trono cayó de inmediato (y sin controversias) a su primo hermano Jacobo VI de Escocia, miembro de la Casa de Estuardo y el único hijo de María, reina de Escocia. Por la Unión de las Coronas en 1603 asumió el trono del Reino de Inglaterra y el Reino de Irlanda como el Rey Jacobo I. Esta unión personal disminuyó los constantes temores ingleses de la cooperación escocesa con Francia en una temida invasión francesa de Inglaterra. Después de esta unión personal, el nuevo monarca buscó unir el Reino de Escocia y el Reino de Inglaterra en un estado al que se refirió como "Gran Bretaña". Sin embargo, las leyes del Parlamento que intentaron unir a los dos países fracasaron en 1606, 1667 y 1689.
A partir de 1698, la Compañía de Escocia patrocinó el Proyecto Darién, un intento infructuoso de establecer una colonia comercial escocesa en el istmo de Panamá, recaudando de los escoceses inversiones equivalentes a una cuarta parte de todo el dinero que circulaba en Escocia en ese momento. Ante la oposición de los intereses comerciales ingleses, la Compañía de Escocia también consiguió suscripciones en Ámsterdam, Hamburgo y Londres para su plan. Por su parte, el rey Guillermo III de Inglaterra y II de Escocia sólo habían apoyado tibiamente el esfuerzo colonial escocés. Inglaterra estaba en guerra con Francia y, por lo tanto, no quería ofender a España, que reclamaba el territorio como parte de la Nueva Granada.
Inglaterra también estaba bajo la presión de la Compañía Británica de las Indias Orientales, que estaba ansiosa por mantener su monopolio sobre el comercio exterior inglés. Por tanto, obligó a los inversores ingleses y holandeses a retirarse. A continuación, la Compañía Británica de las Indias Orientales amenazó con emprender acciones legales, alegando que los escoceses no tenían autoridad del rey para recaudar fondos fuera del reino, y obligaron a los promotores a reembolsar las suscripciones a los inversores de Hamburgo. Esto no dejó otra fuente de financiación que la propia Escocia. La colonización terminó en un enfrentamiento militar con los españoles en 1700, pero la mayoría de los colonos murieron de enfermedades tropicales. Este fue un desastre económico para los inversores de la clase dominante escocesa y disminuyó la resistencia del establecimiento político escocés a la idea de la unión política con Inglaterra. En última instancia, apoyó al sindicato, a pesar de la oposición popular y los disturbios antisindicales en Edimburgo, Glasgow y otros lugares.
Una integración política más profunda había sido una política clave de la reina Ana desde que accedió a los tronos de los tres reinos en 1702. Bajo la égida de la reina y sus ministros en ambos reinos, en 1705 los parlamentos de Inglaterra y Escocia aceptaron participar en nuevas negociaciones para un tratado de unión.

## Negociaciones
Las negociaciones entre los comisionados ingleses y escoceses comenzaron el 16 de abril de 1706 en el Cockpit-in-Court de Londres. Las sesiones se abrieron con discursos de William Cowper, el Lord Keeper inglés, y de Lord Seafield, el Lord Canciller escocés, cada uno describiendo el significado de la tarea. Los comisionados no realizaron sus negociaciones cara a cara, sino en salas separadas. Se comunicaron sus propuestas y contrapropuestas por escrito y hubo un apagón de noticias de las negociaciones. Cada lado tenía sus propias preocupaciones particulares. En pocos días, Inglaterra obtuvo la garantía de que la dinastía Hannoveriana sucedería a la reina Ana en la Corona escocesa, y Escocia recibió una garantía de acceso a los mercados coloniales, con la esperanza de que se colocaran en pie de igualdad en términos de intercambio.
Después de que las negociaciones terminaron el 22 de julio de 1706, ambos parlamentos redactaron leyes para implementar los Artículos de Unión acordados. Los proponentes escoceses de la unión creían que la falta de acuerdo con los artículos resultaría en la imposición de una unión en términos menos favorables, y las tropas inglesas estaban estacionadas justo al sur de la frontera escocesa y también en Irlanda del Norte como un "estímulo". Siguieron meses de feroz debate en ambos reinos. En Escocia, el debate en ocasiones se disolvió en un desorden civil, sobre todo por la notoria "Pandilla de Edimburgo" (en inglés: Edinburgh Mob). La perspectiva de una unión de los reinos era profundamente impopular entre la población escocesa en general, y los rumores sobre un levantamiento estaban generalizados. Sin embargo, el tratado fue firmado y los documentos fueron trasladados al sur con una gran escolta militar.
El Reino de Gran Bretaña nació el 1° de mayo de 1707, poco después de que los parlamentos de Escocia e Inglaterra ratificaran el Tratado de Unión aprobando Actas de Unión que combinaban los dos parlamentos y los poderes de las dos coronas. La corona, el cetro y la espada del estado de Escocia permanecieron en el Castillo de Edimburgo. La reina Ana (ya reina de Inglaterra y Escocia) se convirtió formalmente en la primera ocupante del trono unificado de Gran Bretaña, y Escocia envió a 45 miembros a la nueva Cámara de los Comunes de Gran Bretaña, así como a pares representativos de la Cámara de los Lores.
El poeta Robert Burns se refirió más tarde a importantes recompensas financieras para los parlamentarios escoceses cuando escribió: "¡Nos compran y venden por oro inglés, una parcela de pícaros en una nación!" Algunos historiadores recientes, sin embargo, han enfatizado la legitimidad del voto.

## Los artículos de unión

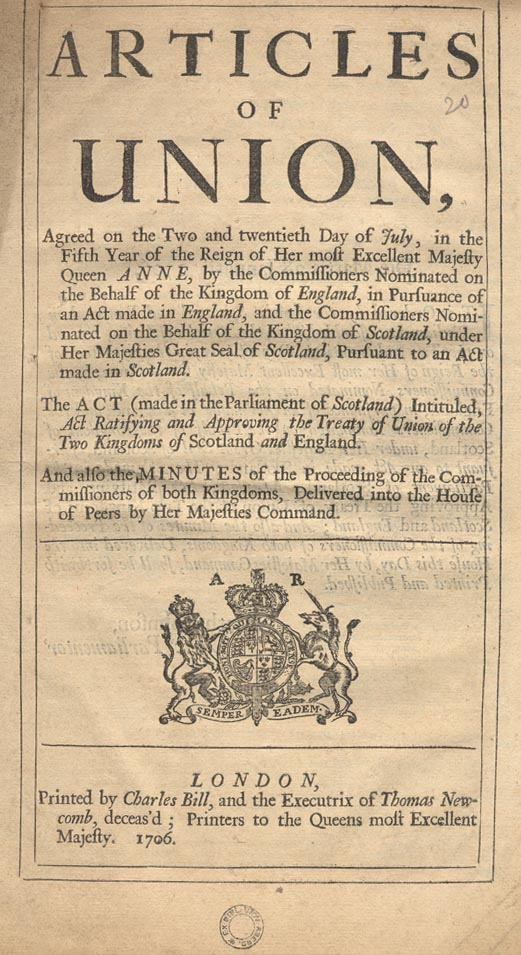
Versión publicada de los artículos de unión

El Tratado constaba de 25 artículos.
El artículo 1 establece que "los dos reinos de Escocia e Inglaterra, el 1° de mayo siguiente a la fecha del presente, y para siempre después, se unirán en un solo reino con el nombre de Gran Bretaña".
El artículo 2 preveía la sucesión de la casa de Hannover y la sucesión protestante según lo establecido en el Acta de Establecimiento de 1701.
El artículo 3 preveía la creación de un Parlamento unificado de Gran Bretaña.
El artículo 4 otorgó a los súbditos de Gran Bretaña libertad de comercio y navegación dentro del reino y "los dominios y plantaciones pertenecientes al mismo", es decir, lo que entonces eran las posesiones inglesas de ultramar.
Los artículos 5 a 15, 17 y 18 trataban de aspectos de comercio, movimiento, impuestos, regulación y otros asuntos, para asegurar un trato igual para todos los súbditos del nuevo reino.
El artículo 16 requería la introducción de una moneda común para Gran Bretaña, que posteriormente se llevó a cabo mediante la recuperación escocesa de 1707-1710.
El artículo 19 preveía la continuación del sistema jurídico independiente de Escocia.
El artículo 20 preveía la protección después de la unión de varios cargos heredables, superioridades, jurisdicciones heredables, cargos vitalicios y jurisdicciones vitalicias.
El artículo 21 preveía la protección de los derechos de los burgos reales.
El artículo 22 disponía que Escocia estaría representada en el nuevo Parlamento de Gran Bretaña por 16 de sus pares y 45 miembros de la Cámara de los Comunes.
El artículo 23 estipulaba que los pares de Escocia tenían los mismos derechos que los pares ingleses en cualquier juicio de pares.
El artículo 24 preveía la creación de un nuevo Gran Sello de Gran Bretaña, diferente de los de Inglaterra y Escocia, pero también disponía que el Gran Sello de Inglaterra se utilizaría hasta que se hubiera creado.
El artículo 25 disponía que todas las leyes de cualquiera de los reinos que pudieran ser incompatibles con los artículos del Tratado se declaraban nulas.